# Lepidiota cochinchinae
Lepidiota cochinchinae är en skalbaggsart som beskrevs av Brenske 1894. Lepidiota cochinchinae ingår i släktet Lepidiota och familjen Melolonthidae. Inga underarter finns listade i Catalogue of Life.